# Marino Marini (escultor)

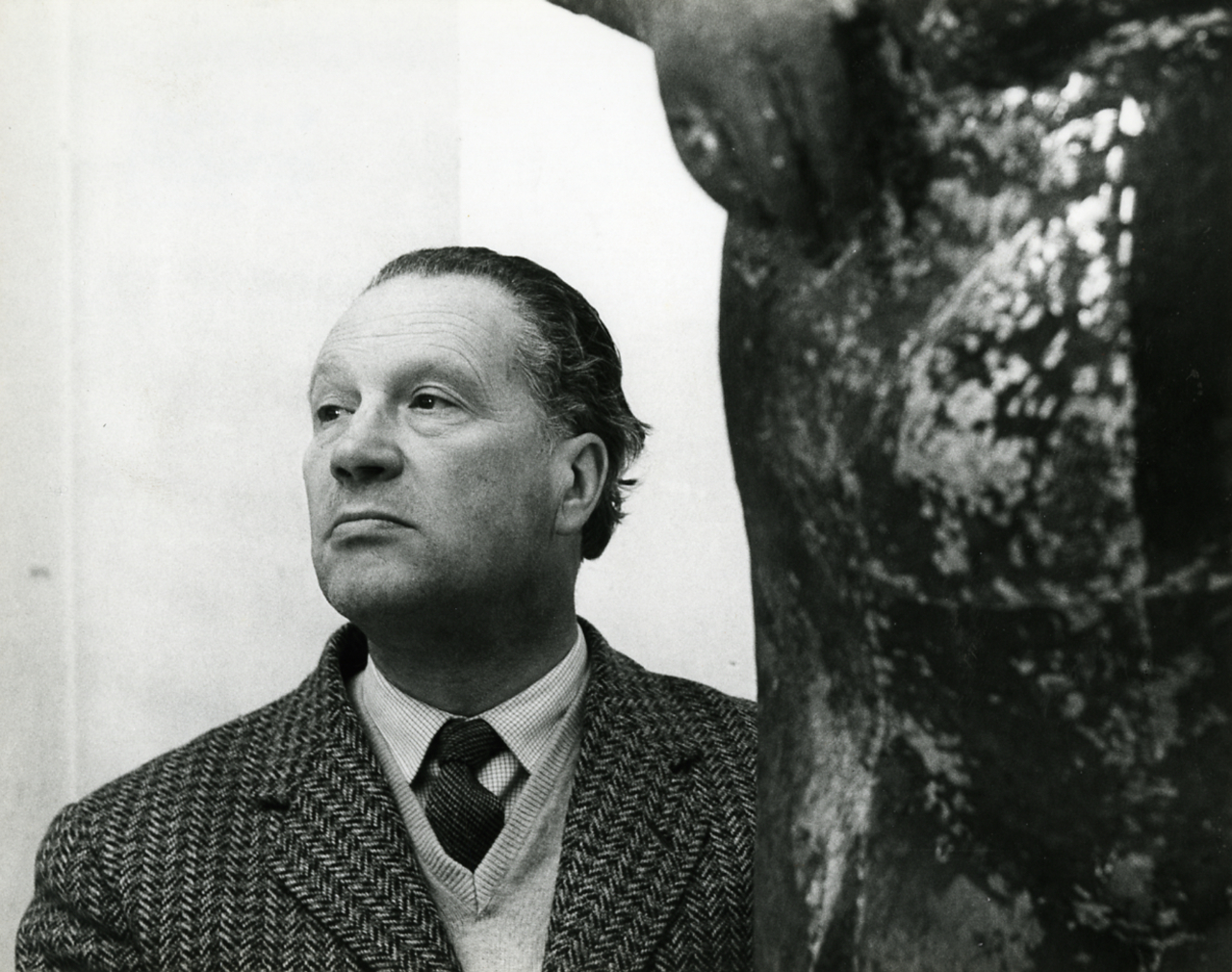
Marino Marini, foto de Paolo Monti, 1958 (Fondo Paolo Monti, BEIC).

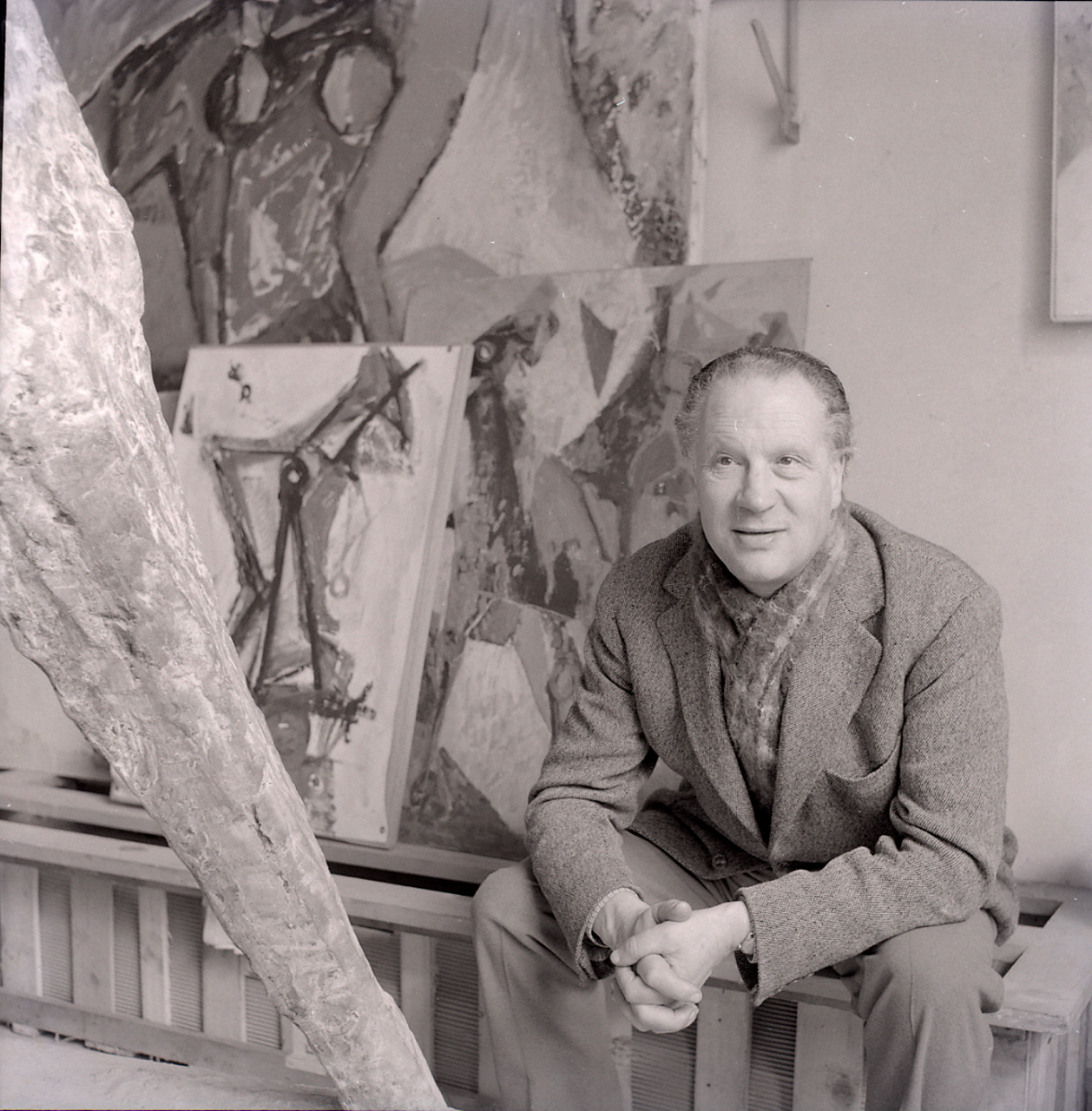
Marino Marini, foto de Paolo Monti, 1963 (Fondo Paolo Monti, BEIC).

Marino Marini (Pistoia, Toscana, 1901 - Milán, 1980) fue un escultor y pintor italiano. 

## Trayectoria
Marino Marini, nacido a inicios del siglo XX, inició su formación artística en la Academia de Bellas Artes de Florencia, donde hay en la actualidad un amplio museo de su nombre y con su obra de pintura y escultura.
Desde 1929, Marini se dedicó a viajar por el mundo. Por otro lado impartió clases de su especialidad hasta 1940 en Monza, y, desde 1940, en la Academia de Brera en Milán. En 1952 le concedieron el premio de la Bienal de Venecia.

## Obras
En 1930, establecido ya en el territorio de la escultura, realizó figuras humanas de mucha envergadura, generalmente mujeres o acróbatas en bronce. A partir de 1935, Marini sin embargo descubrió los temas que dominarían sus trabajos de madurez: la escultura arcaica, los caballos, el caballo y el jinete. Ahora realiza las obras escultóricas que le valieron el reconocimiento de sus contemporáneos, con figuras vigorosas y trágicas, pero desprovistas de movimiento (a veces mutiladas).

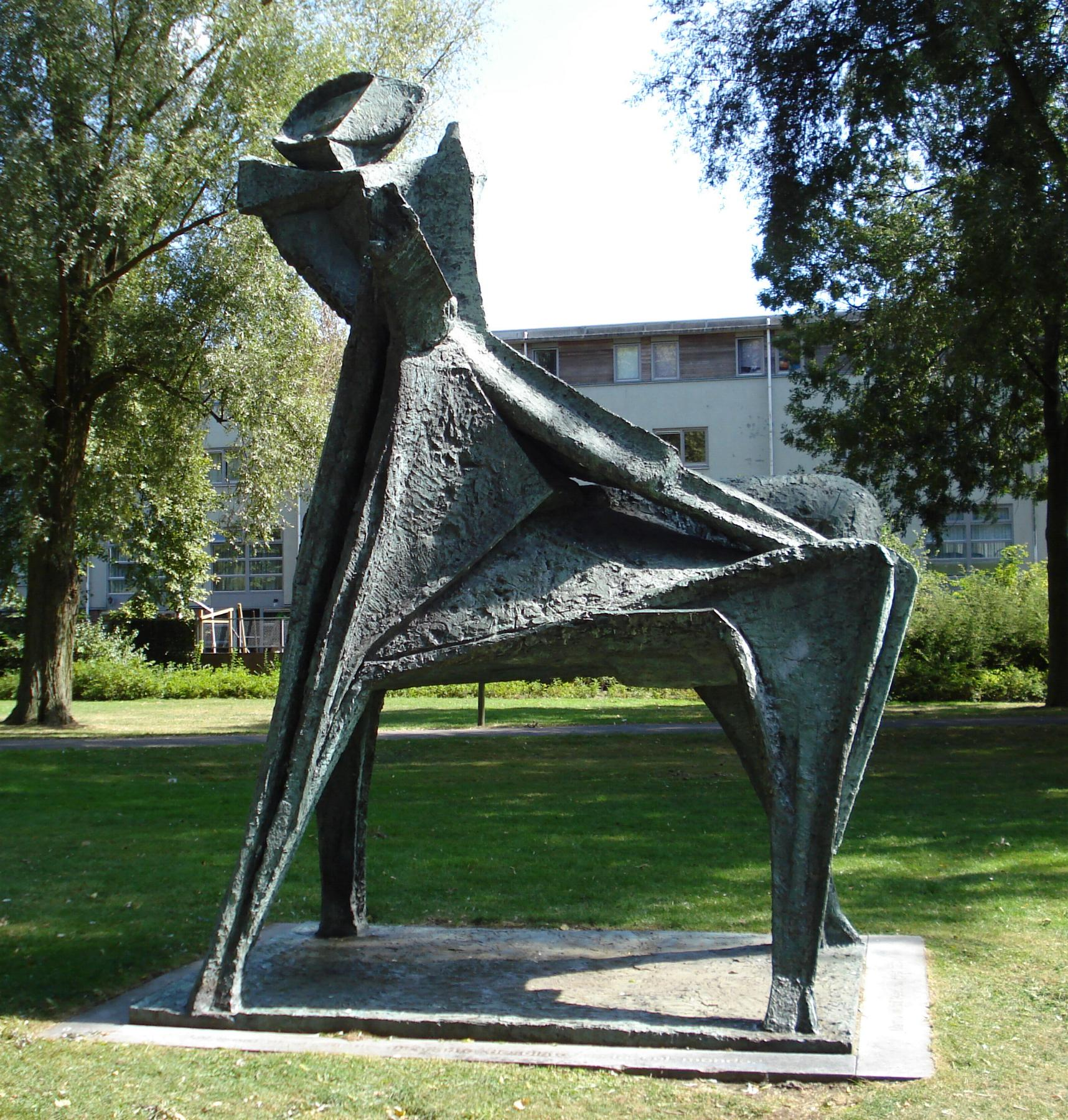
Escultura de Marino Marini

Por otro lado, hizo  un gran número de retratos en bronce, y destacan los de Igor Stravinsky (1951), y Mies van der Rohe.
Hacia 1948, Marini comienza sus trabajos como pintor. En ese momento vivía en Suiza. Muchas de sus pinturas, distorsionadas, se acercan al arte abstracto sin que dejen de reconocerse elementos figurativos en ellos, como sucede asimismo con su escultura. Hoy se le considera un clásico del siglo XX.